# Campionato centramericano femminile di pallacanestro 1975
Il 3º Campionato dell'America Centrale e Caraibico Femminile di Pallacanestro FIBA (noto anche come FIBA Centrobasket for Women 1975) si è svolto dal 17 al 28 maggio 1975 a Santo Domingo nella Repubblica Dominicana. Il torneo è stato vinto dalla nazionale cubana.
I FIBA Centrobasket sono una manifestazione contesa dalle squadre nazionali di Messico, Centro America e Caraibi, organizzata dalla CONCENCABA (Confederazione America Centrale e Caraibi), nell'ambito della FIBA Americas.

## Squadre partecipanti
- Cuba
- El Salvador
- Isole Vergini Americane
- Messico
- Porto Rico
- Rep. Dominicana

## Classifica finale
| Pos | Squadra | V-P |
| --- | --- | --- |
|     | Cuba | 6-0 |
|     | Messico | 4-2 |
|     | Rep. DominicanaCopplind, Espinal, Desangles, Guerrero, Hernández, Núñez, Paulino, C. Reyes, N. Reyes, Ruiz, Santana, Uribe, All. Mayobanex Mueses | 3-2 |
| 4   | El Salvador | 2-3 |
| 5   | Porto Rico | 1-4 |
| 6   | Isole Vergini Americane | 0-5 |